# 札幌市交通事業振興公社
一般財団法人札幌市交通事業振興公社（さっぽろしこうつうじぎょうしんこうこうしゃ）は、北海道札幌市中央区に本部を置く一般財団法人。札幌市交通局事業管理部総務課が所管する。
1988年（昭和63年）11月に札幌市交通局が100%出資して財団法人として設立され、公益法人制度改革に伴い一般財団法人に移行。代表設立者は板垣武四札幌市長（当時）。札幌市の交通問題に対する市民の意識の啓発、交通道徳の普及、札幌市の行う交通事業の利用者への利益増進に関する事業等を行うことにより、交通事業の健全な発展を図り、もって公共の福祉の増進に資することを目的としている。

## 事業概要
地下鉄駅業務、定期券発売業務、遺失物取扱業務などを行っており、2020年度（令和2年度）からは軌道事業の上下分離方式の導入に伴い軌道運送事業も行っている。

### 受託事業
札幌市から委託を受けた市営交通事業に関する事業で以下のものがある。
1. 定期券発売等に関する事業
2. 各種乗車券の販売促進等に関する事業
3. 広告業務等に関する事業
4. 地下鉄駅（49駅）の業務に関する事業[3]。
地下鉄駅の運行関係業務、駅舎管理業務、営業関係業務などである[2]。
2000年4月から地下鉄駅の管理運営業務を開始。当初は東豊線12駅から始まった受託数は全49駅となっている。職員は駅員や定期券販売員などの一般職は独自採用のプロパー職員が、課長などの管理職は委託者である交通局からの職員が一部派遣されている。

### 収益事業
地下鉄駅構内等の自動販売機やコインロッカー、パークアンドライド駐車場、オリジナルグッズ等の販売に関する事業である。

### 軌道運送事業
2020年4月1日からは軌道運送事業者として札幌市電の運行も行っている（市電の施設は軌道整備事業者として札幌市交通局が保有）。
路面電車の運行に関する業務のほか、札幌市交通局から委託を受けた軌道施設及び車両の維持管理に関する業務、その他の軌道運送事業に付随する業務である。